# Leptocera freyi
Leptocera freyi är en tvåvingeart som först beskrevs av Walter Leopold Victor Hackman 1958.  Leptocera freyi ingår i släktet Leptocera och familjen hoppflugor.
Artens utbredningsområde är Kanarieöarna. Inga underarter finns listade i Catalogue of Life.